# Красиво піти (фільм, 2017)
«Красиво піти» (англ. Going in Style) — американська кримінальна кінокомедія режисера Зака Браффа, що вийшла 2017 року. Стрічка є переробленою версією однойменного фільму 1979 року і розповідає про пограбування банку старцями. У головних ролях Морган Фрімен, Майкл Кейн, Алан Аркін.
Вперше фільм продемонстрували 6 квітня 2017 року у низці країн світу, зокрема і в Україні.

## У ролях
| Актор           | Персонаж     | Роль                              |
| --------------- | ------------ | --------------------------------- |
| Морган Фрімен   | Віллі        | давній друг Джо і Альберта        |
| Майкл Кейн      | Джо          | давній друг Віллі і Альберта      |
| Алан Аркін      | Альберт      | давній друг Віллі і Джо           |
| Метт Діллон     | Гамер        | агент ФБР                         |
| Джої Кінг       | Бруклін      | онука Джо                         |
| Анн-Маргрет     | Енні         | кохана Альберта                   |
| Крістофер Ллойд | Мілтон       | старий чоловік у домі престарілих |
| Шивон Феллон    | Мітці        | офіціантка                        |
| Джон Ортіс      | Хесус Гарсія | власник зоомагазину               |
| Джеремі Бобб    | Дональд      |                                   |

## Створення фільму

### Знімальна група
- Кінорежисер — Зак Брафф
- Сценарист — Теодор Мелфі
- Кінопродюсер — Дональд Де Лайн
- Виконавчі продюсери — Брюс Берман, Тоні Білл, Семюел Дж. Браун, Майкл Диско, Тобі Еммеріх, Ендрю Гаас, Джонатан МакКой
- Композитор — Роб Сімонсен
- Кінооператор — Родні Чартерс
- Кіномонтаж — Мирон І. Керштайн
- Підбір акторів — Еві Кауфман
- Артдиректори — Лаура Баллінджер
- Художник по костюмах — Ґері Джонс[8].

### Виробництво
Знімання фільму розпочалося 3 серпня 2015 року.

## Сприйняття

### Оцінки і критика
Від кінокритиків фільм отримав змішані відгуки: Rotten Tomatoes дав оцінку 45 % на основі 98 відгуків від критиків (середня оцінка 5,3/10). Загалом на сайті фільм має погані оцінки, фільму зарахований «гнилий помідор» від фахівців, Metacritic — 50/100 на основі 30 відгуків критиків. Загалом на цьому ресурсі від фахівців фільм отримав змішані відгуки.
Від пересічних глядачів фільм теж отримав змішані відгуки: на Rotten Tomatoes 64 % зі середньою оцінкою 3,6/5 (6 313 голосів), фільму зарахований «попкорн», на Metacritic — 5,0/10 на основі 12 голосів, Internet Movie Database — 6,8/10 (1 817 голосів).
Юлія Ліпенцева на сайті телеканалу «24» написала, що «моментами „Красиво піти“ розчулює та проймає життєвістю (хоч тут без присмаку шаблонності ніяк) ситуації….Фільм рекомендуємо для доброго настрою і хорошого сміху».

### Касові збори
Під час показу в Україні, що розпочався 6 квітня 2017 року, протягом першого тижня на фільм було продано 56 394 квитки, фільм показали на 176 екранах і він зібрав 4 562 361 ₴, або ж 169 265 $, що на той час дозволило йому зайняти 3 місце серед усіх прем'єр.
Під час показу у США, що розпочався 7 квітня 2017 року, протягом першого тижня фільм показали у 3 061 кінотеатрі і він зібрав 11 932 330 $, що на той час дозволило йому зайняти 4 місце серед усіх прем'єр. Станом на 17 квітня 2017 року фільм зібрав у прокаті в США 24 129 128 доларів США, а у решті світу 12 000 000 (за іншими даними 11 700 000 доларів США), тобто загалом 36 129 128 доларів США (за іншими даними 35 829 128 доларів США) при бюджеті 25 млн доларів США.

### Виноски
1. 1 2  Красиво піти. Kinomania. Архів оригіналу за 21 грудня 2016. Процитовано 7 квітня 2017.
2. 1 2  Going in Style: Release Info (англ.). Internet Movie Database. Архів оригіналу за 8 квітня 2017. Процитовано 7 квітня 2017.
3. 1 2  Красиво піти. Kino-teatr.ua. Архів оригіналу за 8 квітня 2017. Процитовано 7 квітня 2017.
4. ↑  Brent Lang (4 квітня 2017). Box Office: ‘Smurfs: The Lost Village,’ ‘Going in Style’ Won’t Top ‘Boss Baby’ (англ.). Variety. Архів оригіналу за 9 квітня 2017. Процитовано 19 квітня 2017.
5. 1 2 3 4  Going in Style (2017) (англ.). Box Office Mojo. Архів оригіналу за 15 липня 2017. Процитовано 13 липня 2017.
6. 1 2 3 4  Going in Style (2017) (англ.). The Numbers. Архів оригіналу за 10 липня 2017. Процитовано 13 липня 2017.
7. ↑  Going in Style (2017) (англ.). AllMovie. Архів оригіналу за 9 квітня 2017. Процитовано 21 грудня 2016.
8. ↑  Going in Style: Full Cast & Crew (англ.). Internet Movie Database. Архів оригіналу за 14 квітня 2017. Процитовано 21 грудня 2016.
9. ↑  On the Set for 7/31/15: Chris Pratt Wraps ‘Magnificent Seven’, Dwayne Johnson Completes ‘Central Intelligence’, Chris Hemsworth Finishes ‘The Huntsman’ (англ.). SSN Insider. 31 липня 2015. Архів оригіналу за 2 жовтня 2015. Процитовано 21 грудня 2016.
10. 1 2  Going in Style (англ.). Rotten Tomatoes. Архів оригіналу за 12 квітня 2017. Процитовано 11 квітня 2017.
11. 1 2  Going in Style (англ.). Metacritic. Архів оригіналу за 7 квітня 2017. Процитовано 11 квітня 2017.
12. ↑  Going in Style (англ.). Internet Movie Database. Архів оригіналу за 11 квітня 2017. Процитовано 11 квітня 2017.
13. ↑  Юлія Ліпенцева (8 квітня 2017). "Красиво піти": гумор від трьох дідусів з Оскарами. Телеканал «24». Архів оригіналу за 11 квітня 2017. Процитовано 11 квітня 2017.
14. ↑  Олексій Першко (11 квітня 2017). Бокс-Офіс 14 (2017): Бос в обладунках. Kino-teatr.ua. Архів оригіналу за 19 квітня 2017. Процитовано 19 квітня 2017.
15. ↑  Going in Style (2017) — Ukraine Weekend Box Office (англ.). Box Office Mojo. Архів оригіналу за 19 квітня 2017. Процитовано 19 квітня 2017.